# Національний університет Цзяотун
Національний університет Цзяотун (кит. трад.: 國立交通大學, англ. National Chiao Tung University, NCTU) — один із провідних державних університетів у Тайвані, який знаходиться в Сіньчжу, Тайвань. Університет засновано в Сюйцзяхуей, Шанхай як Державна школа Наньян (кит. трад.: 南洋公學) у 1896 році. Після громадянської війни в Китаї, цей навчальний заклад був відновлений 1958 року в Сіньджу колишніми викладачами та випускниками Шанхайського університету Цзяотун.